# Kárpátalja
Kárpátalja (ukránul Закарпатська область, magyar átírással: Zakarpatszka oblaszty, a. m. Kárpátontúli terület) Ukrajna nyugati, Magyarországgal, Szlovákiával, Romániával és egy kis szakaszon Lengyelországgal szomszédos régiója. A térség sok tekintetben eltér Ukrajna többi vidékétől. Ez leginkább annak a következménye, hogy a második világháborúig Kárpátalja Ukrajnától függetlenül fejlődött, mintegy ezer esztendeig Magyarország, majd a trianoni békeszerződés után Csehszlovákia, illetve 1945-től 1991-ig a Szovjetunió ukrajnai részeként.

## Földrajz
Területe 12 800 km². Négyötöde hegyvidék, egyötöde alföld (beregi és ugocsai Tiszahát). Az itteni Kárpátok három nagyobb hegyvonulata: a Beszkidek és a Gorgánok a voltaképpeni földrajzi határon és a vízválasztón húzódnak, a megye középső és keleti részét foglalják el a Poloninák, és a Vihorlát-Gutini hegylánc. A vidék délkeleti részére benyúlnak a Máramarosi-havasok. Kárpátalja – és egyúttal Ukrajna – legmagasabb pontja a 2061 m magas Hoverla. Legnagyobb folyója a Tisza, hossza a terület határán belül 200 kilométer. További nagyobb folyói: a Tarac, a Talabor, a Nagy-ág, a Borzsa, a Latorca és az Ung. Legnagyobb területű természetes tava az Ökörmezői (Mizshirja) járásban található Szinevéri-tó.

## Történelem
Az őskorban és ókorban az északi Kárpátok zordsága, illetve az alföldi területek mocsaras volta miatt gyéren lakott terület volt.

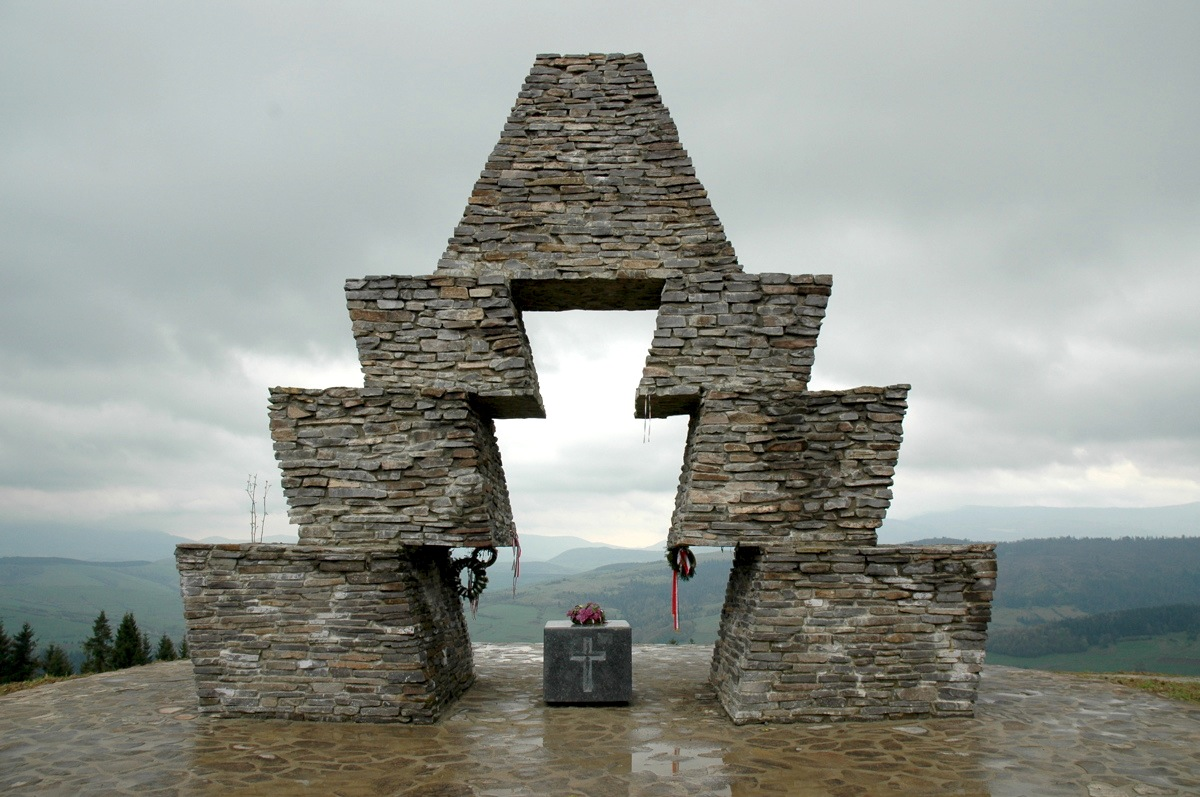
A magyar honfoglalás millecentenáriumi emlékműve (Matl Péter alkotása)

Egyes források vitatott állítása szerint a területre még a honfoglalást megelőzően kalandozó székely magyarok érkeztek a mai Erdély felől. Az általánosan elfogadott álláspont szerint azonban Árpád hadai 895-ben (vagy 896-ban) léptek a területre a Vereckei-hágón át. Az I.(Szent) István idején megszervezett 45 vármegye közül Borsova (később Bereg) és Ung vármegye Kárpátalján található. Ettől kezdve Kárpátalja a Magyar Királyság szerves részét képezte. Az Árpád-korban a terület különböző (főleg Halics felé induló) hadjáratok kiindulópontjává vált. A 11. században többször került sor itt kun, illetve besenyő támadásra is egészen 1085-ig, amikor I. (Szent) László kiverte a betörő besenyő seregeket.
1233-ban kötötte meg II. Endre magyar király és Jakab pápai legátus a beregi egyezményt, amely a zsidók és izmaeliták ellen tett lépéseket, és garantálta a katolikus egyház jogait, kiváltságait és jövedelmeit. IV. Béla uralkodásának kezdetén indult meg a terület benépesítése magyar katonákkal és kisnemesekkel, ám az 1241-es tatárjárás nagy pusztításokat végzett ezeken a területeken, így később már német telepesek érkeztek, majd megindult Halics felől a ruszinok áramlása is.
Az Árpád-ház kihalásával a területen elhatalmasodtak a kiskirályok (Aba Amádé és Borsa Kopasz). Károly Róbert ellenük folytatott harcai során az oligarchiákhoz hű magyar kisnemesség elvándorolt. Nagy Lajos uralkodása során kezdett felvirágozni a Máramaros-vidéki sóbányászat.

Magyarország északkeleti határának változásai 1937 és 1940 között

Kárpátalja a három részre szakadt országban kezdetben a Habsburg-ház által uralt Királyi Magyarországhoz tartozott, illetve 1567-től egy részét az Erdélyi Fejedelemség vette birtokába. A Bocskai István-féle szabadságharcot lezáró bécsi béke során Ung vármegye kivételével egész Kárpátalja az Erdélyi Fejedelemséghez került, majd 1648-ig több megszakítással ott is maradt.
1632-ben II. Ferdinánd I. Rákóczi György erdélyi fejedelemnek ajándékozta Munkács várát. A Thököly-szabadságharc során a végsőkig küzdő Zrínyi Ilona három évi ostrom után 1688-ban végül feladta Munkács várát.
A Rákóczi-szabadságharc során Kárpátalja mindvégig a kurucok oldalán állt. Innen indultak 1703 májusában II. Rákóczi Ferenc hadműveletei.
Az 1848-49-es szabadságharc során Kárpátalja lakossága (beleértve a ruszin kisebbséget is) a felkelők oldalán állt, az ellenállás 1849. augusztus 26-áig megmaradt.
1864-ben kezdte el működését az első ruszin szervezet, az ungvári Szent Bazil társulat, amely 1912-ig állt fenn. 1916-ban Kárpátalja görögkatolikus és ortodox vallása is átvette a Gergely-naptárt.

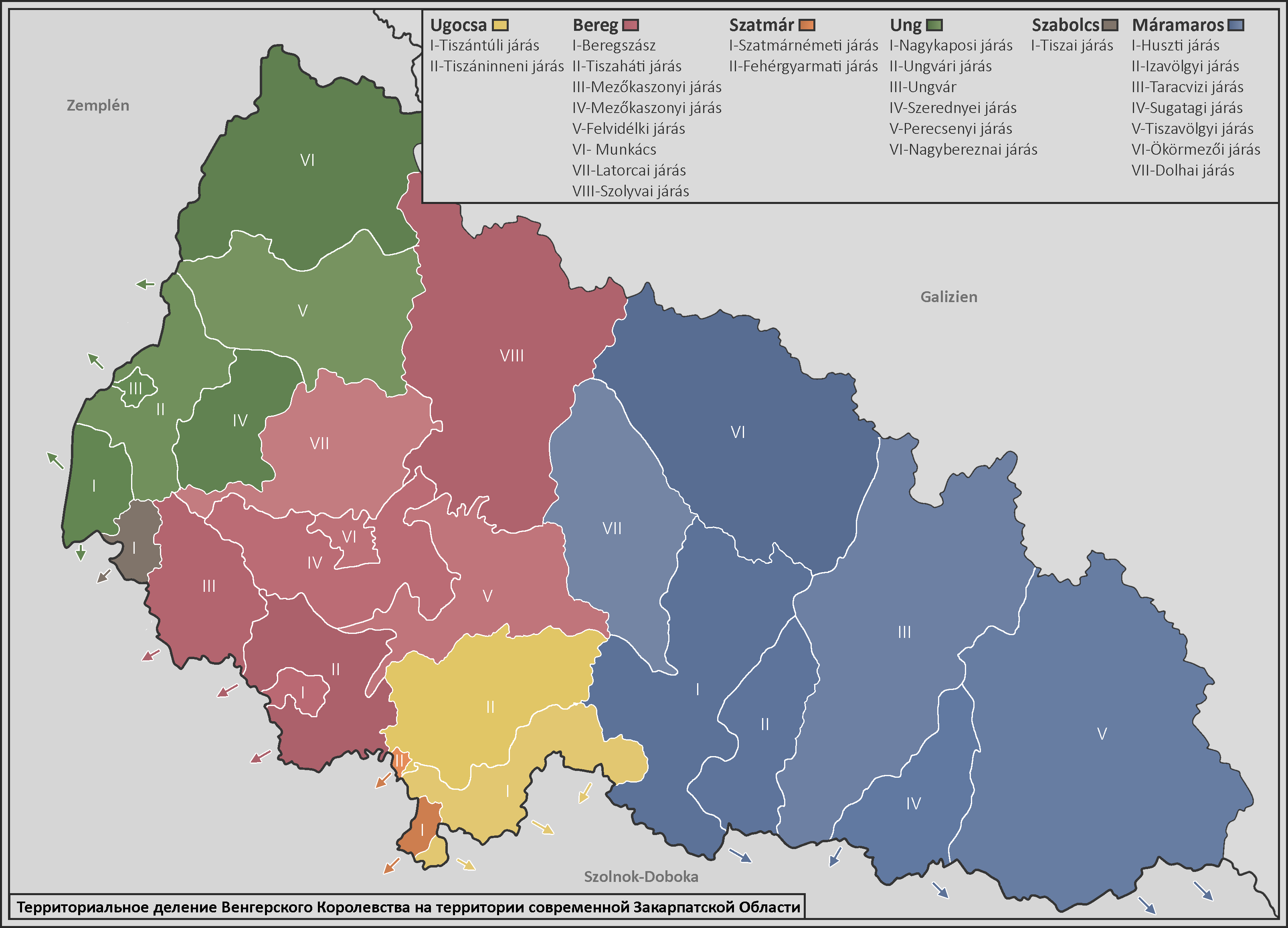
Vármegyék és járások Kárpátalja területére eső részei

1918. november 9-én Ungváron megalakult a Magyarországi Rutén Néptanács, majd a Károlyi Mihály-kormány megalapította itt a Ruszka Krajna autonóm területet. Az 1920. június 4-én Csehszlovákiával megkötött Trianoni békeszerződés során Podkarpatská Rus néven Kárpátalja Csehszlovákia részévé vált, ám autonómiát csak 1938 szeptemberében kapott ismét a terület.

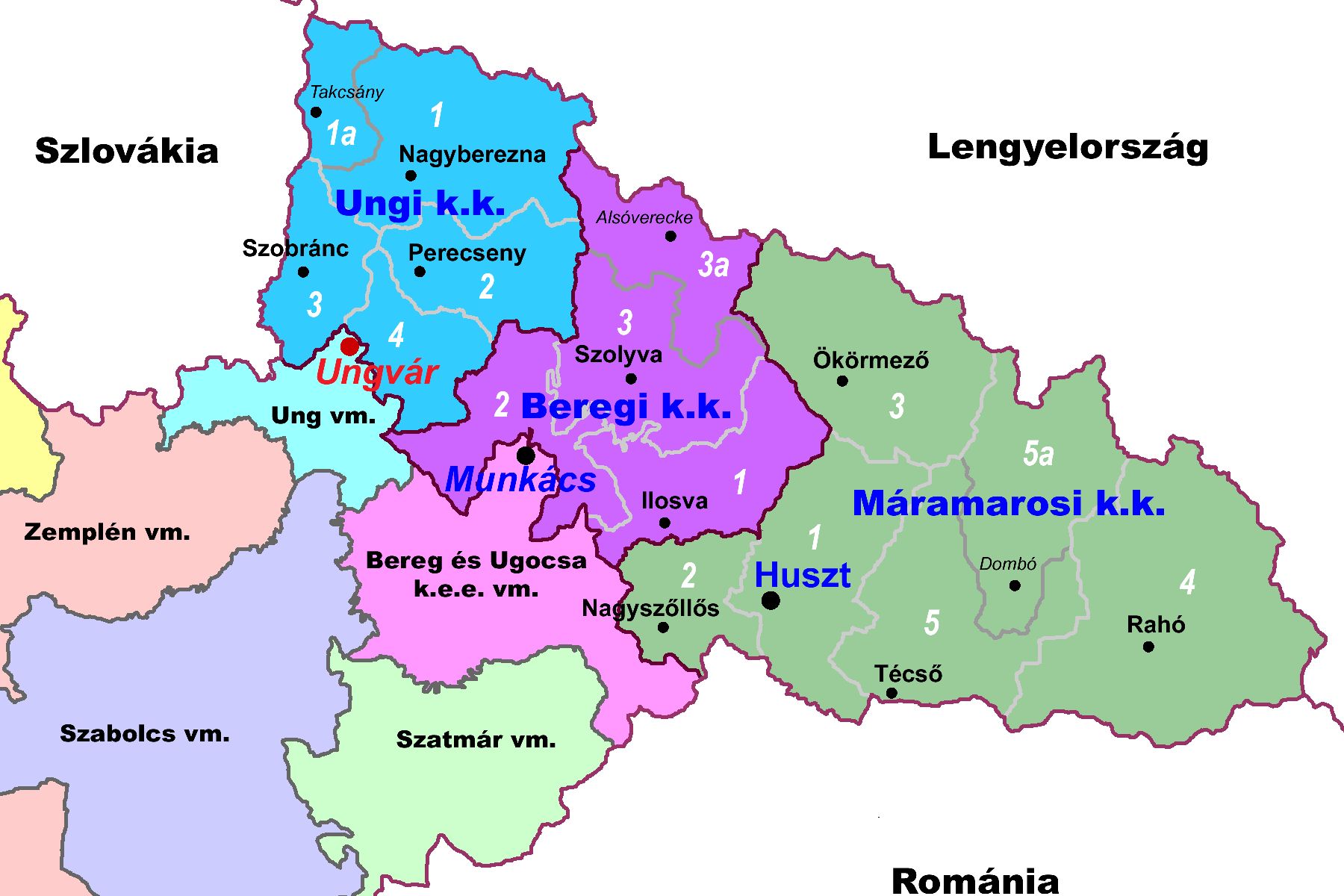
Kárpátalja közigazgatási beosztása 1939 tavasza (a magyar megszállás) és 1940 ősze (a második bécsi döntés végrehajtása) között

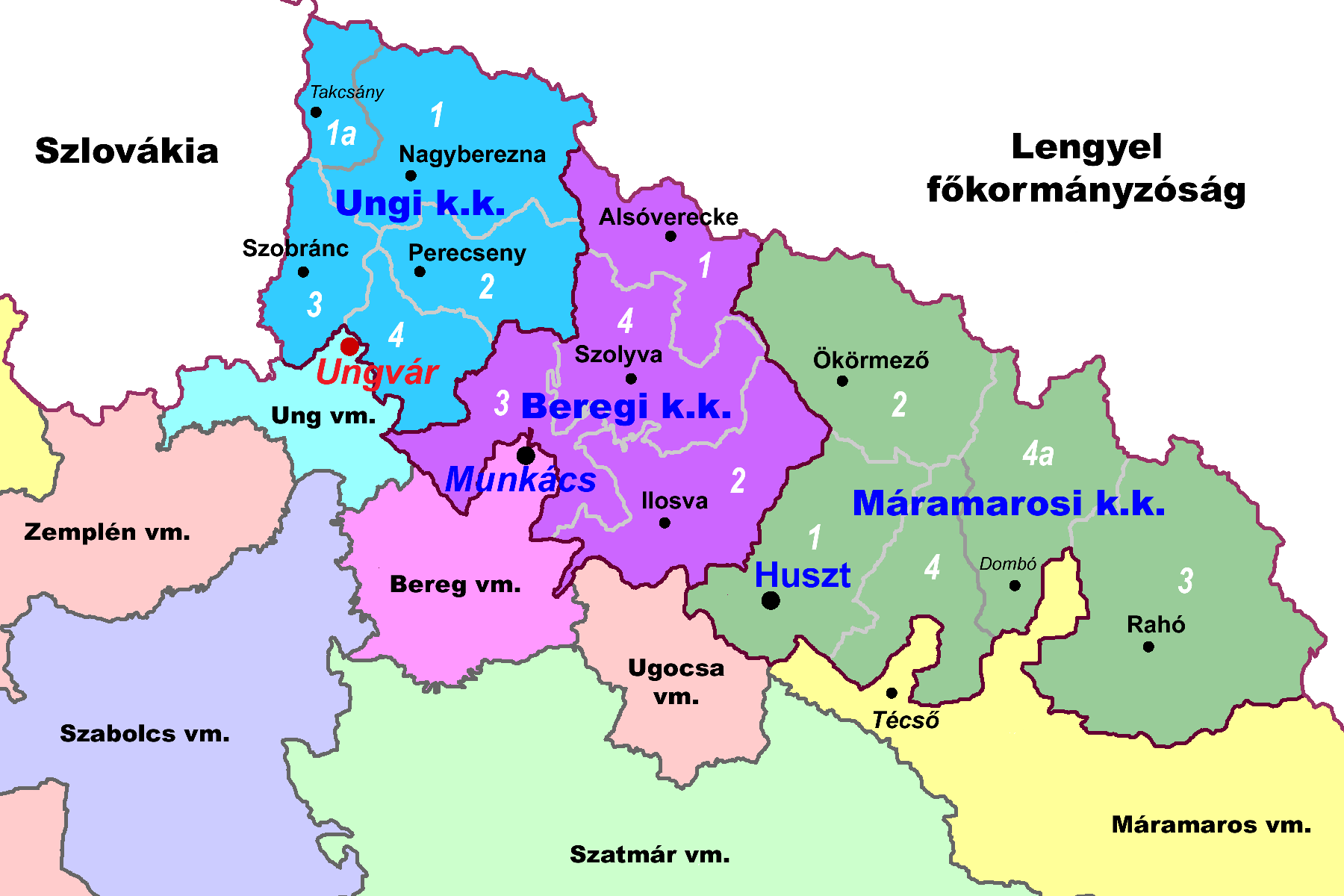
Kárpátalja közigazgatási beosztása 1941 elején, a második bécsi döntés végrehajtása után

Az 1938. november 2-ai első bécsi döntés értelmében Kárpátalja déli része is (így Ungvár, Munkács, Beregszász) Magyarországhoz került. 1939. március 15-én a magyar hadsereg megszállta a vidéket, ezzel Kárpátalja egészét Magyarország annektálta. 1944 októberében a szovjet hadsereg foglalta el a vidéket, majd 1945. június 29-én a Szovjetunióhoz csatolták a területet. Ekkor indult meg a kárpátaljai magyarság kitelepítése, illetve deportálása a Gulag táborokba.
A Szovjetunió felbomlása után az Ukrajna függetlenségéről döntő, 1991. december 1-i népszavazással egyidejűleg Kárpátalja lakosságának 78 %-a az autonómia mellett döntött, melynek végrehajtására nem került sor. 1991. december 6-án kötötték meg a magyar–ukrán államszerződést, amely többek között a kisebbségek jogainak kölcsönös biztosításáról szólt, és kimondta azt is, hogy a szerződő feleknek nincs egymással szemben területi követelésük.
A kárpátaljai ruszinok 2008. október 25-én Munkácson megtartott II. Európai Kongresszusa határozatban követelte Kárpátalján ruszin autonóm terület létrehozását, amennyiben ezt a megyei tanács 2008. december 1-jéig nem fogadja el, a ruszin kisebbséget képviselő kongresszus kikiáltja a független ruszin köztársaságot. Követelésüket egy 1991-ben megtartott népszavazásra építették, amely eredményeképpen a kárpátaljai lakosság 78%-a az autonómia mellett döntött. A követelést egyesek komolytalannak tartják, mások az orosz kormány kezét látják benne. Ám a követeléseknek újból és újból hangot adnak a ruszin értelmiségiek, s szerintük az ukrán kormányzat és belbiztonsági szervek le akarják járatni a mozgalmat, mint ahogy az egyik vezetőt Dimitro Szidort is nemrég perbe fogták.

## Közigazgatás

### Közigazgatás 2020-tól
A Kárpátaljai terület jelenlegi közigazgatási beosztása a 2020. júliusában jóváhagyott ukrajnai közigazgatási reform nyomán alakult ki. A közigazgatás beosztás alapegysége a község (ukránul: hromada) lett,a melyből Kárpátalján 64-t alakítottak meg. A terület a korábbi 13 helyett 2020-tól hat járásra oszlik.
A járások 2020-tól:
- Beregszászi járás
- Munkácsi járás
- Ungvári járás
- Rahói járás
- Técsői járás
- Huszti járás

### Közigazgatás 1946–2020 között
A 2020-as ukrajnai közigazgatási reformig Kárpátalja 13 járásra oszlott, amelyhez 11 város (közülük 5 területi jelentőségű város: Beregszász, Csap, Huszt, Munkács, Ungvár – a többi a járásokhoz tartozott) és 19 városi jellegű települése tartozott. Az 579 község nagy része a 307 községi tanácsba volt beosztva, néhány azonban a városok vagy a városi jellegű települések tanácsaihoz tartozott.

## Gazdaság
Kárpátalja gazdaságában fontos szerepet játszik a mezőgazdasági szektor. Fontos ágazatok a gabonatermesztés, juhtenyésztés, illetve tej- és hústermelésre szakosított állattenyésztés. A kolhozi-szovhozi vagyont széthurcolták, az egykori Szovjetunió mezőgazdaságának tipikus termelőszövetkezetei, a kolhozok és szovhozok így már csak vegetálnak.
A Szovjetunióban meghatározó nehézipari létesítmények természetesen Kárpátalját is jellemzik, ám – nyersanyag hiányában – ezek vagy megszűntek, vagy lényegi termelést nem folytatnak.

## Népesség

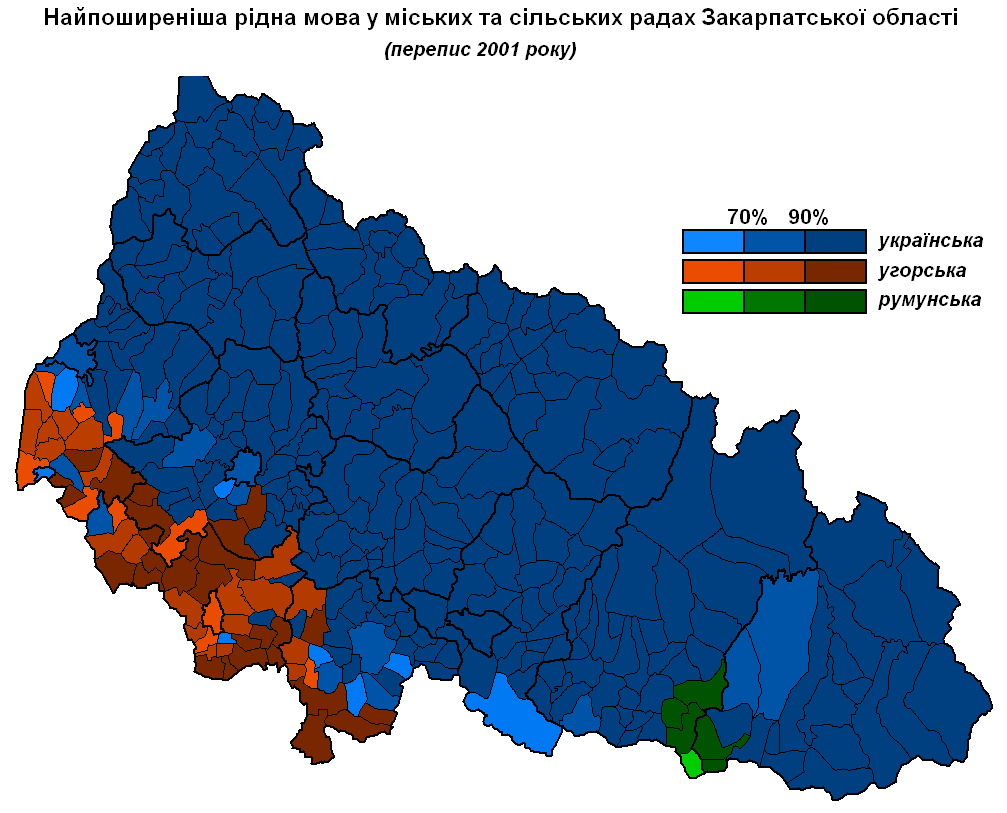
Kárpátalja nyelvei a 2001-es népszámlálás szerint. Az ukrán-magyar határ mentén számos helyi tanácsban a magyar nyelv volt az uralkodó.

A megye és az egyes települések népességéről évenként nyilvántartás készül, ám a nemzetiségi viszonyokról csak a népszámlálási adatok adnak tájékoztatást. Ukrajnában a legfrissebb népszámlálás 2001 decemberében zajlott.
Az 1910-es népszámlálás során Kárpátalja 605 942 lakosa közül 185 433 (30,6%) vallotta magát magyar anyanyelvűnek, míg ruszin, ukrán és orosz nemzetiségű ebben az időben 330 010 (54,5%) fő volt. Ugyanezen népszámlálás során a nagyobb városokban a lakosság többsége magyarnak vallotta magát (Ungvár 80,3%, Munkács 73,4%, Beregszász 96,1%).
Az 1921-es csehszlovákiai népszámlálás adatai szerint Kárpátalja összlakossága kb. 14 000 fővel nőtt, ugyanakkor a magyar lakosság 73 000 fővel csökkent. Ez azzal magyarázható, hogy az izraelita vallásúakat a zsidó nemzetiséghez sorolták. Számuk ekkor 80 132 főt (12,9%) tett ki.
Kárpátalja népessége a 2001-es népszámlálás adatok alapján 1 254 160 fő volt. A népszámláláskor rákérdeztek az adatközlők nemzetiségére és anyanyelvére is. A kettő nem minden esetben egyezik meg. Például, a cigány nemzetiségűek jelentős részének nem a cigány, hanem a magyar, vagy az ukrán az anyanyelve.
Kárpátalja népességének nemzetiségi összetétele (2001. évi népszámlálás végleges eredménye alapján):
| Nemzetiség | fő        | %     |
| ---------- | --------- | ----- |
| Ukrán      | 1 001 149 | 79,89 |
| Magyar     | 151 533   | 12,09 |
| Román      | 32 183    | 2,60  |
| Orosz      | 31 318    | 2,50  |
| Cigány     | 14 631    | 1,17  |
| Szlovák    | 5 645     | 0,45  |
| Német      | 3 578     | 0,29  |
| Zsidó      | 2 419     | 0,19  |
| Belarusz   | 2 821     | 0,23  |
| Egyéb      | 8 883     | 0,71  |
| Összesen   | 1 253 160 | 100   |

Megjegyzés: a ruszinokat nem ismerik el önálló nemzetiségként Ukrajnában, így az ukránok közé vannak besorolva.
Az Ukrán Állami Statisztikai Szolgálat adatai szerint a 2023/24-es tanévben Kárpátalján 163 651 diák részesült általános középfokú oktatásban, közülük 146 563 (89,56 %) ukrán tannyelvű osztályban, 14 623 (8,94 %) magyar tannyelvű osztályban, 2347 (1,43 %) román tannyelvű osztályban és 118 (0,07 %) szlovák tannyelvű osztályban. A városi oktatási intézményekben 71 315 középfokú oktatásban részesülő személy közül 65 021-en (91,17 %) ukrán nyelven, 5 806-an (8,14 %) magyarul, 370-en (0,52 %) románul, 118-an (0,17 %) szlovákul tanultak. A vidéki oktatási intézményekben 92 336 középfokú oktatásban részesülő személy közül 81 542 (88,31 %) ukrán, 8 817 (9,55 %) magyar, 1 977 (2,14 %) román nyelven tanult.

### Vallási megoszlás
A lakosság vallási hovatartozását tekintve a görögkatolikus, a római katolikus, a református és az ortodox egyház is meghatározó a térségben. A kárpátalján élő magyarok többsége református, a görögkatolikus pedig a ruszinok nemzeti vallásának számít. A második világháborúig a vidéken jelentős zsidó lakosság is élt.

### Legnagyobb települések
|     | Név        | Népesség (fő) |  |
| 1.  | Ungvár     | 116 000       |  |
| 2.  | Munkács    | 82 000        |  |
| 3.  | Huszt      | 29 000        |  |
| 4.  | Beregszász | 26 000        |  |
| 5.  | Nagyszőlős | 25 000        |  |
| 6.  | Szolyva    | 17 000        |  |
| 7.  | Rahó       | 15 000        |  |
| 8.  | Técső      | 10 000        |  |
| 9.  | Ilosva     | 10 000        |  |
| 10. | Csap       | 8 900         |  |
| 11. | Visk       | 8 500         |  |
| 12. | Perecseny  | 7 000         |  |

## Közlekedése

### Légi közlekedés
1929. májusa óta működik repülőtér Ungváron, de a fenntartási költségeket nehezen fizeti ki a város, néhol bezárják vagy újranyitják. Főként belföldi járatokat fogad, de akad nemzetközi is.

### Vasúti közlekedés

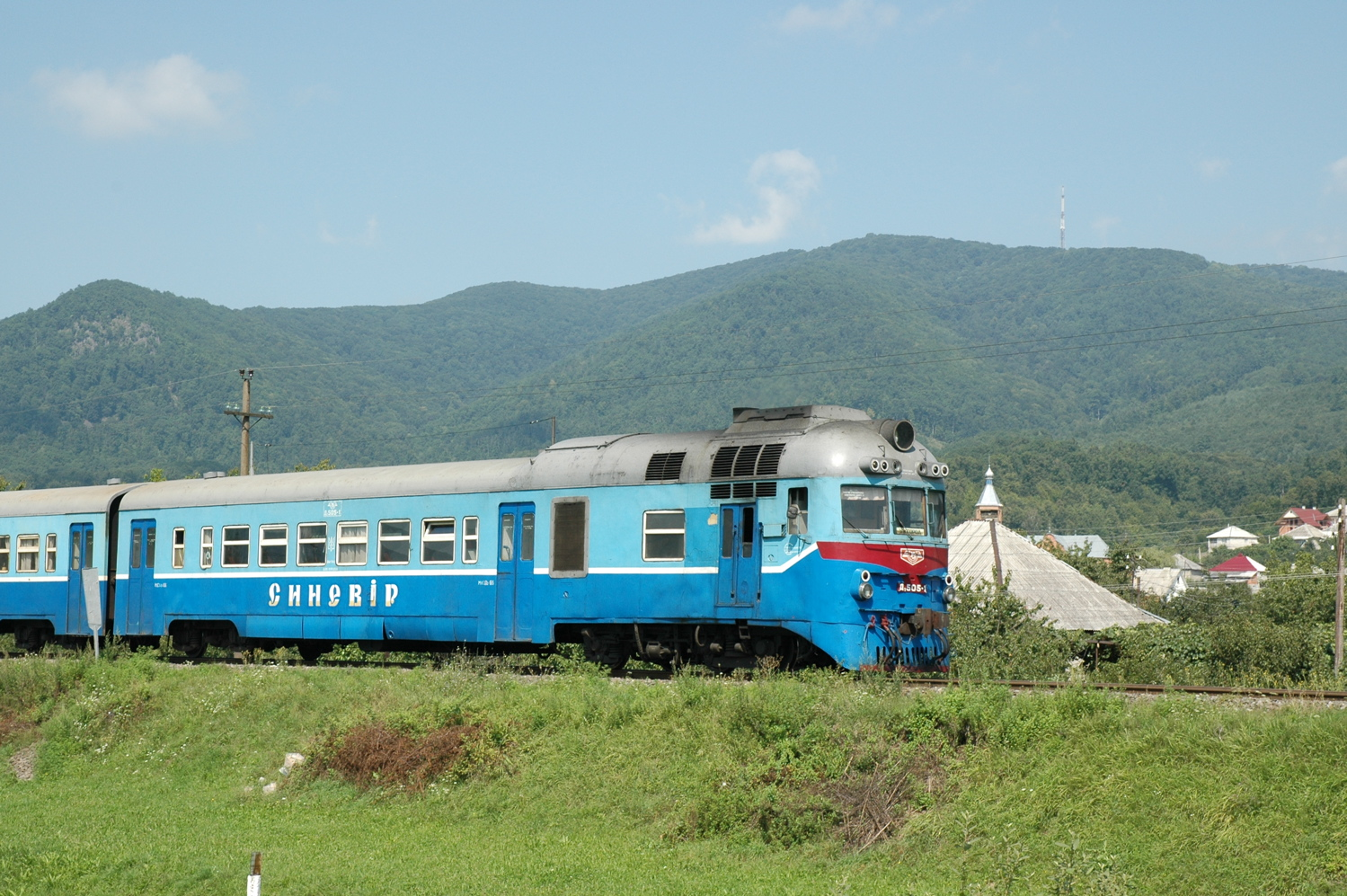
Ganz-MÁVAG gyártmányú D_{1} motorvonat Királyháza és Huszt között

A vasút az első világháború előtt épült és akkor még 1435 mm nyomtávolságú volt, ma már csak Ágcsernyőtől, Záhonytól és Szalókától lehet menni Munkácsig. Ma, a teljes hálózat 1526 mm-esre lett átépítve a második világháború lezárásától kezdve. Hogy a vonatok elérjék az Uzsoki, Vereckei és Tatár-hágót két olykor három mozdonnyal kell megmásznia az utat, és párszor útközben meg kell állniuk hosszabb pihenőkre.
Vasútvonalak:
- Csap–Bátyú–Munkács–Lviv-vasútvonal
- Bátyú–Beregszász–Nagyszőlős–Királyháza–Huszt–Técső–Aknaszlatina–(Máramarossziget/RO)–Terebesfejérpatak–Mezőhát–Zariccsja
- Csap–Ungvár–Szambir–Lviv-vasútvonal
- Csap–Ágcsernyő
- Csap–Záhony
- Eperjeske–Szalóka–Bátyú
- (Szatmárnémeti)–Halmihegy–Akli–Királyháza
- Ungvár–Nagykapos

## Kultúra
A mai Kárpátalja, mint Ukrajna része, soknemzetiségű, így kultúrája is több hagyományból táplálkozik, meglehetősen sokszínű. A történelmi meghatározottságok okán Magyarország, Erdély, illetve Szlovákia kulturális öröksége jól kimutatható, de külön beszélhetünk az őslakosnak számító kárpátaljai ruszinok, magyarok, románok, szlovákok, továbbá az elmúlt 60 esztendőben betelepült ukránok és oroszok kultúrájáról, magukkal hozott hagyományairól, illetve a szovjet éra kulturális örökségéről (pl. szocreál a képzőművészetben).

### Oktatás, közművelődés

#### Felsőoktatás
Kárpátalja legjelentősebb felsőoktatási intézménye az Ungvári Nemzeti Egyetem, korábbi nevén Ungvári Állami Egyetem. Számos kara és tanszéke közül magyar vonatkozásban a Filológiai Kar Magyar Nyelv- És Irodalom Tanszéke érdemel külön említést, amely évtizedeken keresztül a magyar nyelvet és irodalmat szakmai szinten használó értelmiség (tanárok, szerkesztők, újságírók, irodalmárok) képzésének egyetlen fellegvára volt. 2005. október 1-jétől az egyetemen Magyar Történelem és Európai Integrációs Tanszék is működik, 2008-ban pedig ez utóbbiak és egy új természettudományi tanszék részvételével Magyar Kar alakult.
A II. Rákóczi Ferenc Kárpátaljai Magyar Főiskola alapítványi fenntartású, ukrajnai, kárpátaljai székhelyű, magyar tannyelvű III. akkreditációs fokozatú felsőoktatási intézmény. Létrehozója a Kárpátaljai Magyar Főiskoláért Alapítvány. A képzés beindításának éve 1994. Önálló, hivatalosan bejegyzett, állami működési engedéllyel rendelkező felsőoktatási intézményként 1996 óta működik. 1996-tól Kárpátaljai Magyar Tanárképző Főiskola néven folytatott tanárképzést különböző szakokon és szakpárokon. 2003-tól II. Rákóczi Ferenc Kárpátaljai Magyar Főiskola néven struktúraváltással és profilját bővítve a tanárképzésen kívül eső szakterületeken is folynak nappali, levelező és tanfolyami képzések. A főiskola két anyaországi kihelyezett képzésnek a képzőhelyeként is működik: a Corvinus Egyetem Kertészeti Karának kihelyezett kertészmérnöki, illetve a Nyíregyházi Főiskola Gazdasági és Társadalomtudományi Karának gazdálkodási szakos kihelyezett képzéseként. A KMTF végzősei által megszerzett „Diplom specialist” oklevél egyetemi szintű minősítés.

### Művészet

#### Színház
Komoly fesztiválsikereket aratott a Beregszászban működő Kárpátaljai Megyei Magyar Drámai Színház (korábbi nevén Beregszászi Illyés Gyula Magyar Nemzeti Színház), melynek színészállománya jelentős részben a kijevi színművészeti akadémia magyar nyelvű osztályaiból verbuválódott, a 2000-es évek elejéig két ilyen végzett. Időközben a színház működése társulati okokból jelentős mértékben összefonódott a debreceni Csokonai Színházzal és a budapesti Nemzeti Színházzal. Jelentős művészi teljesítményt tudhat maga mögött a Munkácsi Orosz Drámai Színház, illetve az ungvári ukrán színház társulata.
Említésre méltó még Kárpátalja műkedvelő magyar színháza, a Népszínház, amely szintén Beregszászban működik.

#### Képzőművészet, építészet
Munkácsy Mihály (születési nevén Lieb Mihály) 1844-ben Munkácson született. Révész Imre hosszú ideig Kárpátalján alkotott. A kárpátaljai festőiskola megalapítása Boksay József és Erdélyi Béla nevéhez fűződik, előbbi a „poszt-nagybányai”, utóbbi az expresszionista irányzathoz sorolható művészként indította útjára a kárpátaljai festők nemzedékeit. A hírneves kárpátaljai festők közé tartoztak Soltész Zoltán, Kassai Antal, Glück Gábor, Koczka András, Monajló Fedor, Kontratovics Ernő, Habda László, Horváth Anna és mások. És nem elhanyagolható tényező, hogy Feszty Árpád itt készítette el vázlatait a Feszty körkép megalkotásához.
Az ukrajnai képzőművész-szövetség kárpátaljai szervezetének taglétszáma 100 körüli, közülük tízegynéhányra tehető a magyarok vagy magyar származásúak száma. A rendszerváltás után a kisebb-nagyobb mértékben mellőzött, főleg a fiatalabb nemzedékhez tartozó magyar alkotók létrehozták saját szervezetüket, a Magyar Képző- és Iparművészek Révész Imre Társaságát. Ennek a csoportosulásnak volt a legjelentősebb alkotója a régió talán legeredetibb művésze, a nemzetközi mércével is értékelhető életművet hátrahagyó, 2004-ben elhunyt Szemán „Öcsi” Ferenc. Ma már nincs az élők sorában a szervezetet alapító Tóth Lajos és a főleg batikjairól ismert Jankovics Mária sem. Néhány név a ma is működő tagságból: Magyar László, Benkő György, Hidi Endre, Kolozsvári László, Erfán Ferenc…
Az építészek közül meg kell említeni a magyar-ruszin származású ifj. Tomcsányi Mihályt (1946*), számos építészeti és városépítészeti terv alkotóját. Ifj. Tomcsányi Mihály a hagyományőrző és humán építészet, illetve városfejlesztés koncepciójának híve. Grafikusművészként is ismert. 1991-ben családjával Magyarországra települt át, ahol építészként folytatta alkotói tevékenységét.

##### Kárpátaljai magyar irodalom
Irodalmi hagyományait tekintve a vidék magyar írásbelisége a középkorra nyúlik vissza. A ma már Ungvár részét képező Radváncon született Gyöngyösi István (1629–1704) magyar költő, az ugocsai Nyalábvárban működött Ilosvai Selymes Péter, és itt fordította a Bibliát Komjáti Benedek. Önálló magyar irodalmi arculata azonban a régiónak nem alakult ki, bár a magyar lakosság kisebbségbe kerülésétől kezdődően beszélhetünk kárpátaljai magyar irodalomról. A csehszlovák korszak jelentős alkotói közé tartozott Tamás Mihály és Sáfáry László, a szovjet korszakban Balla László és Kovács Vilmos, majd a hatvanas évek végétől egy fiatalabb nemzedék tagjai alkottak figyelemre méltót. Az elmúlt esztendőkben közülük hárman – Balla D. Károly, Vári Fábián László és Nagy Zoltán Mihály – József Attila-díjban részesültek, Berniczky Éva elsőkötetesként pedig Déry Tibor-díjat kapott (később Márai-díjban is részesült). További jelentős alkotók: Fodor Géza, Füzesi Magda (nemrégiben áttelepült Magyarországra), Penckófer János. Újabban 2010-es regénye okán méltán irányult a figyelem Brenzovics Mariannára.
Az ukrajnai írószövetség kárpátaljai szervezete mintegy ötvenes taglétszámú, köztük jelenleg tíznél kevesebb magyar alkotót tartanak számon. Van külön szervezete is a magyar íróknak, ez utóbbi önálló alakulatként az anyaországi Magyar Írószövetség határon túli csoportját képezi, közel húszas taglétszámmal. Elnöke Vári Fábián László. Saját irodalmi folyóiratuk a negyedévenként megjelenő Együtt, főszerkesztője Nagy Zoltán Mihály.
Említésre érdemes továbbá a Balla D. Károly által létrehozott Kettenklub című internetes irodalmi portál.
A szépirodalom mellett a kárpátaljai magyar alkotók a nyelvészet (Csernicskó István, Beregszászi Anikó), a szociográfia, tájkutatás, honismeret és demográfia (Dupka György, Horváth Sándor, Molnár D. István), az irodalom-történet és -kritika (Gortvay Erzsébet, Penckófer János, Balla D. Károly) műfajában is alkotnak, illetve jelentős a vidék magyar újságíróinak a száma.

## Turizmus, látnivalók

### Műemlékek
Kárpátalja fő látnivalói a várak és várromok. A legjelentősebbek a munkácsi és az ungvári vár, de a huszti vár, a nagyszőlősi Kankó vár, a királyházai Nyalábvár, a nevickei, a szerednyei, a kovászói vár, Baranka vár, a Bodolló vár, a dolhai vár, a gerényi vár, a Tóvár és a viski vár szintén érdekes látnivalóként szolgálnak. Sajnos jelentős részük elhanyagolt állapotban van.
Számos templom is turisztikai látnivalóként szolgál. A román kori templomok közül a legjelentősebb az Ungvár egyik külvárosában álló gerényi rotunda (körtemplom), itt találhatóak Kárpátalja legszebb középkori freskói. A gótikus stílus szép emléke a beregszászi és a munkácsi katolikus templom, a barokk stílusé pedig az ungvári püspöki székesegyház és a munkácsi bazilita templom és kolostor épületegyüttese. A festett fakazettás mennyezetű falusi templomok közül a legszebbek Csetfalván, Szalókán, Visken és Técsőn láthatóak. A hegyvidéken számos fatemplom található, amelyek a ruszin népi építészet csúcsának számítanak.
Kárpátalja hajdan nagyszámú zsinagógájából mára csak néhány maradt fenn. Ezek közül is kettő érdemel figyelmet, az ungvári és a huszti zsinagóga.
Kárpátalján számos kastély is található. Ezek közül a beregvári Schönborn-kastély a legszebb, de érdemes megnézni a nagyszőlősi Perényi-kastélyt, a szentmiklósi Rákóczi-kastélyt, a beregszászi Bethlen–Rákóczi-kastélyt és a munkácsi Rákóczi-kastélyt („Fehér ház”) is.

### Természeti látnivalók
- Szinevéri-tó
- Sipot vízesés
- Trufanec vízesés
- Hóvár
- Nárciszok völgye

## Képek

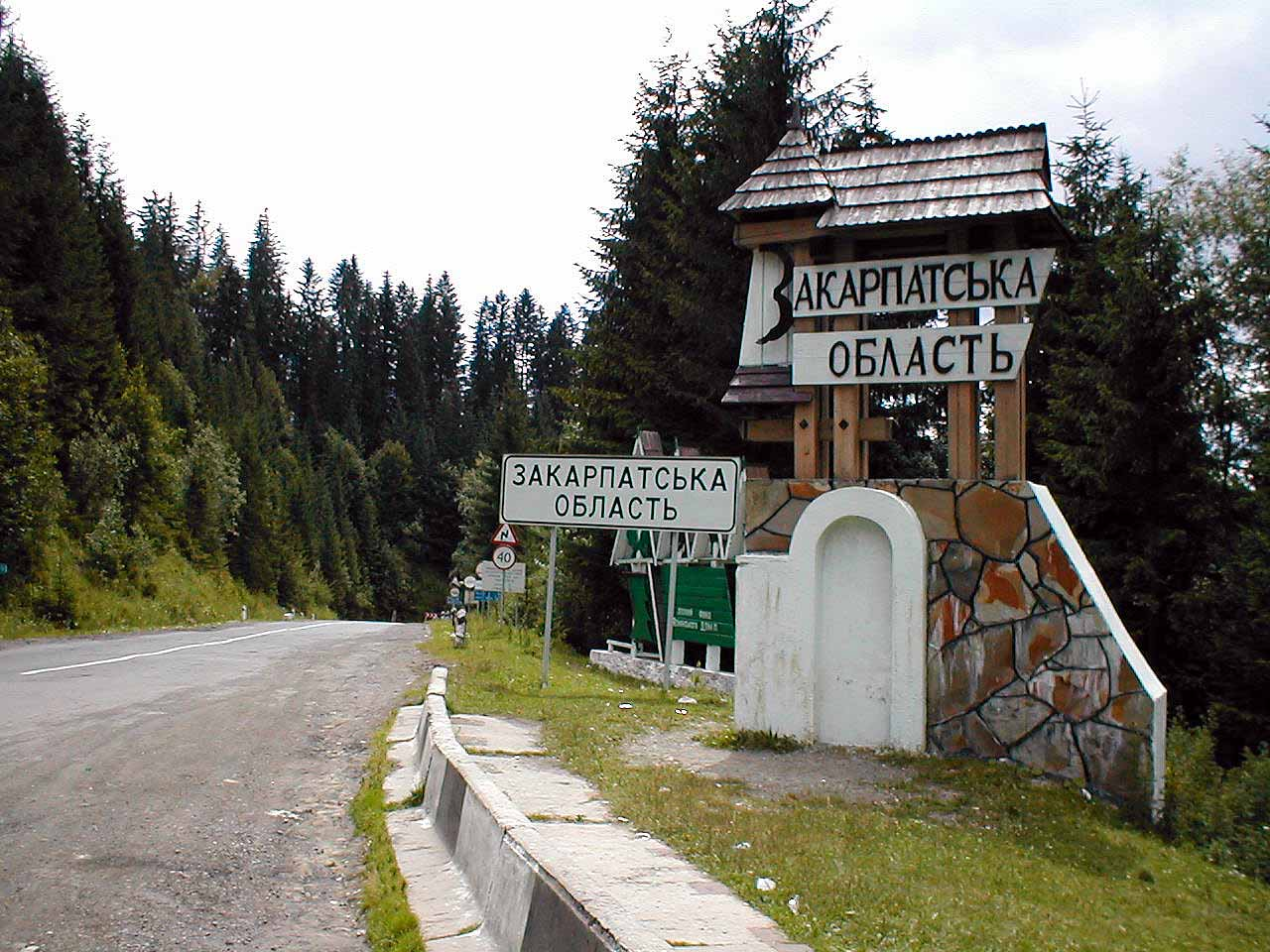
Tábla Kárpátalja keleti határán, a Tatár-hágón
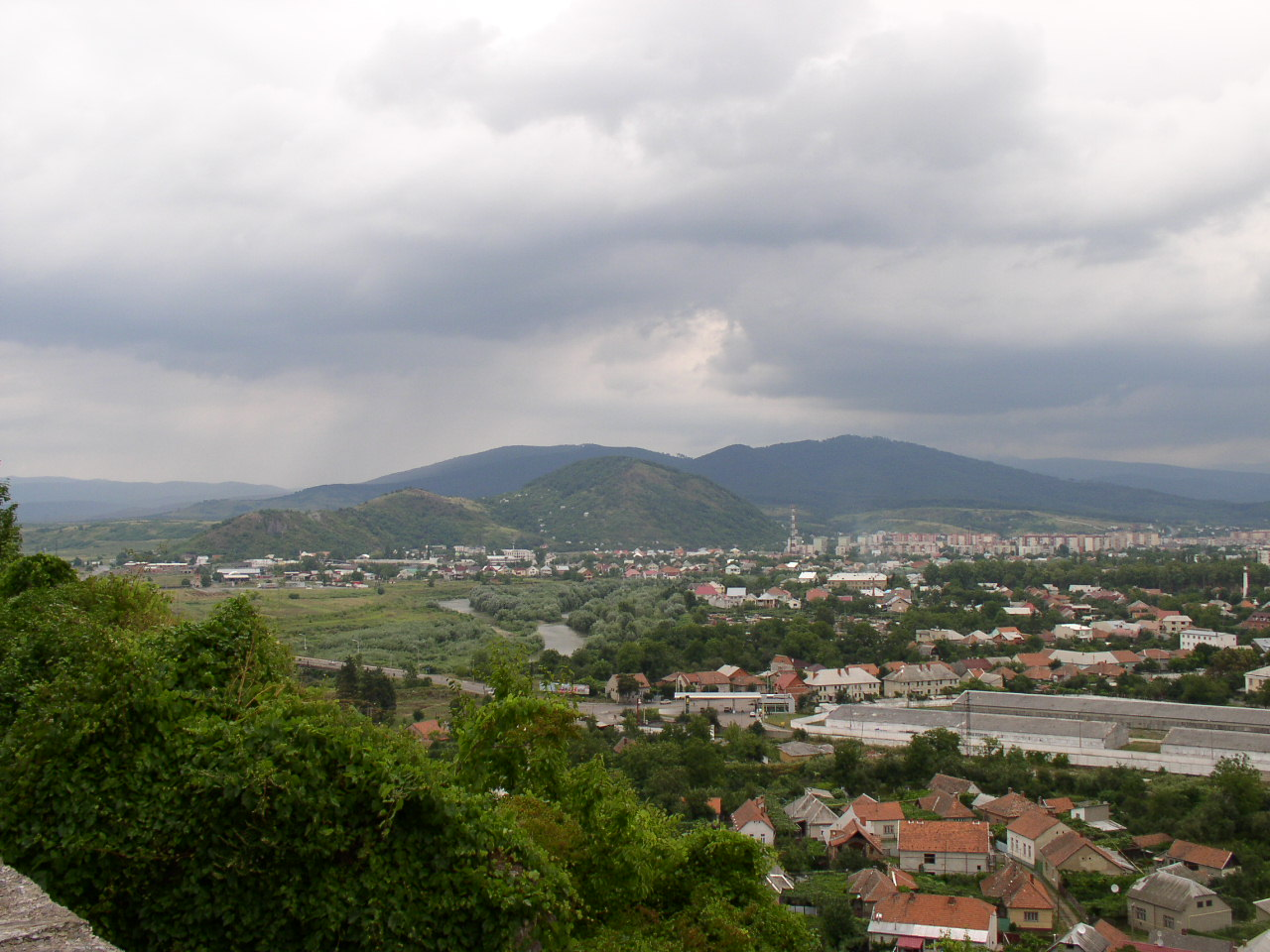
Munkács
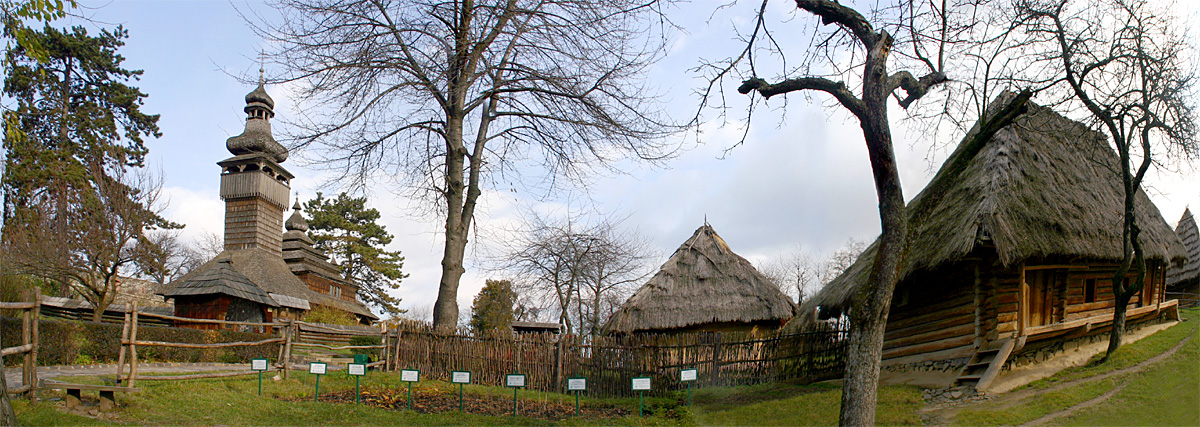
Ungvári skanzen
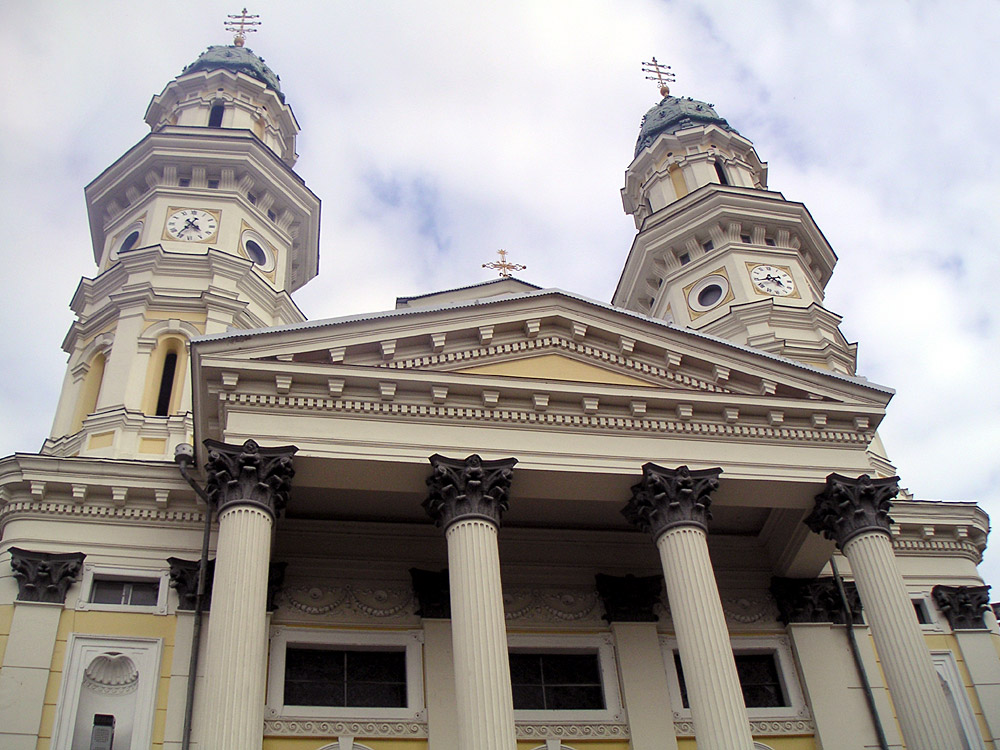
Ungvári görögkatolikus székesegyház
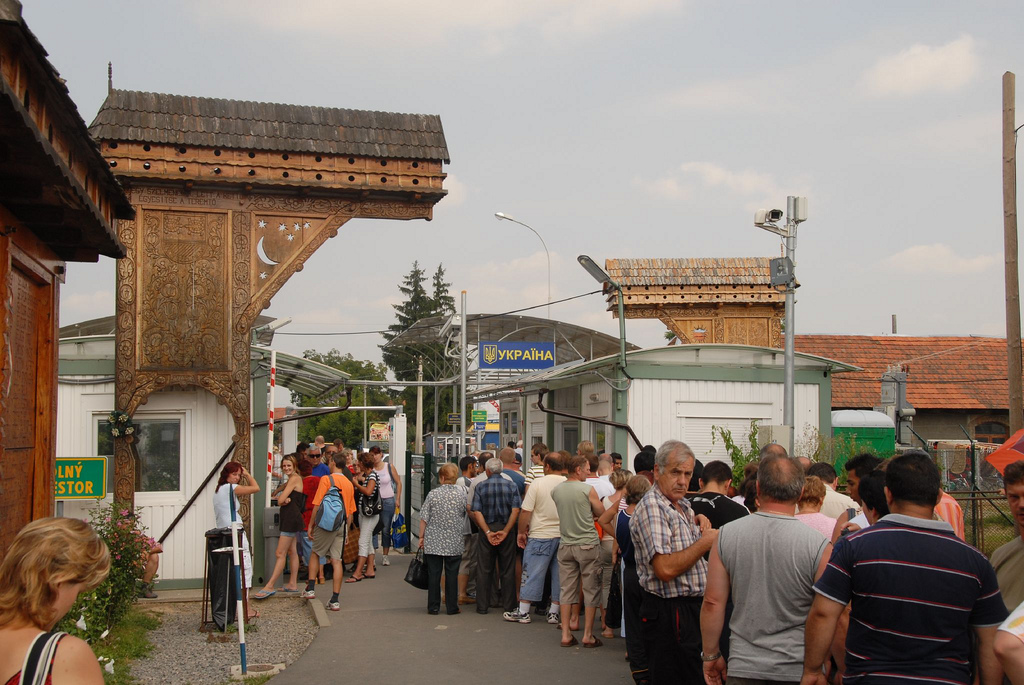
A Szelmenci székelykapu az ukrán-szlovák határállomásnál Kisszelmencnél
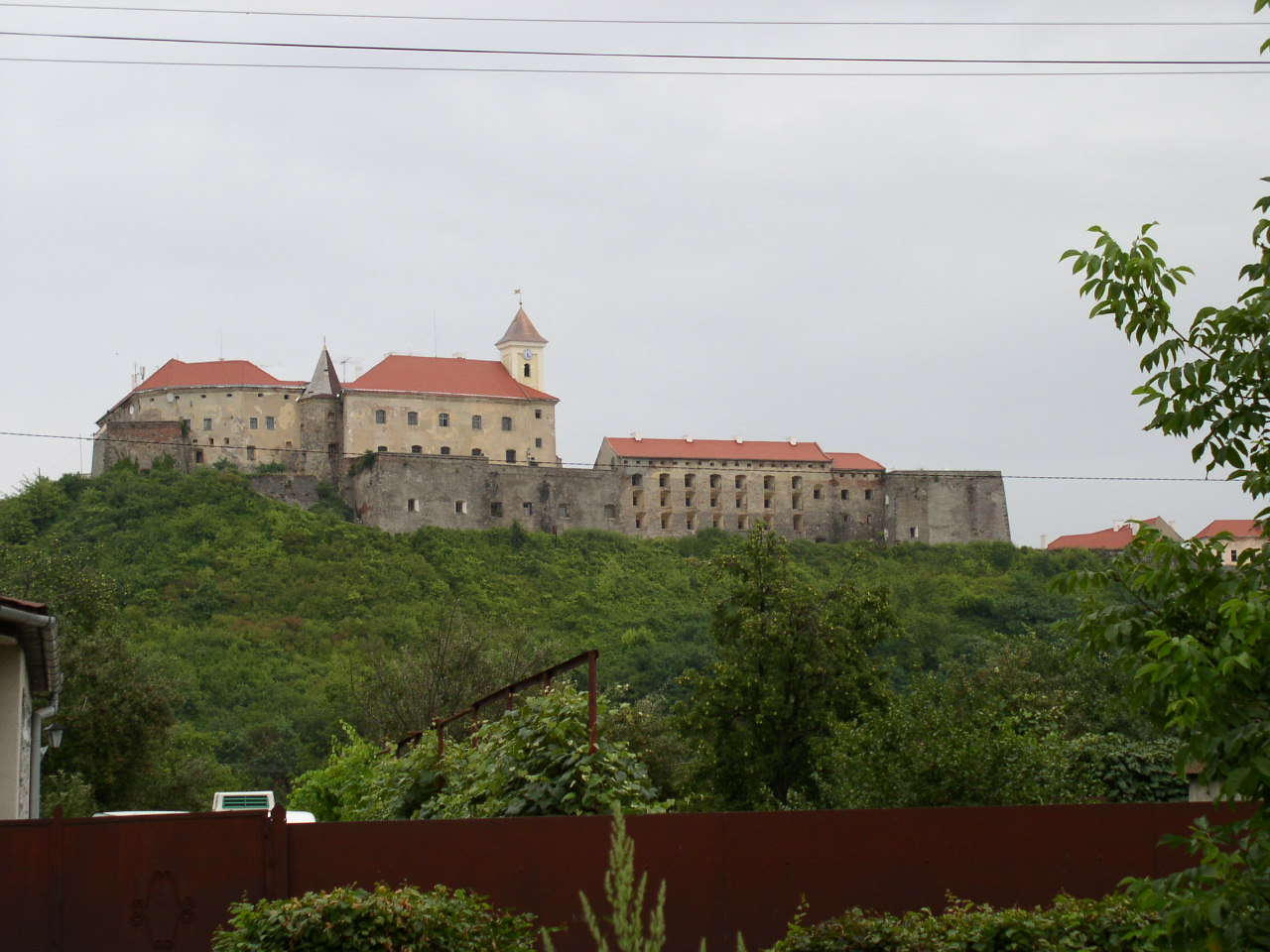
A munkácsi vár
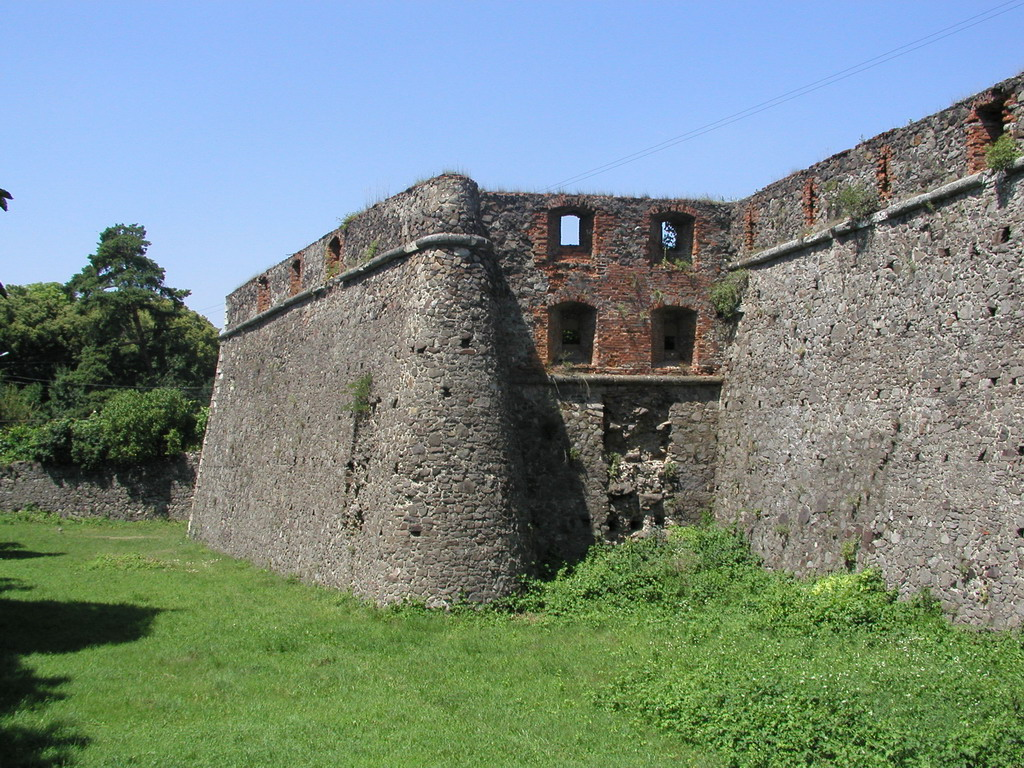
Az ungvári vár
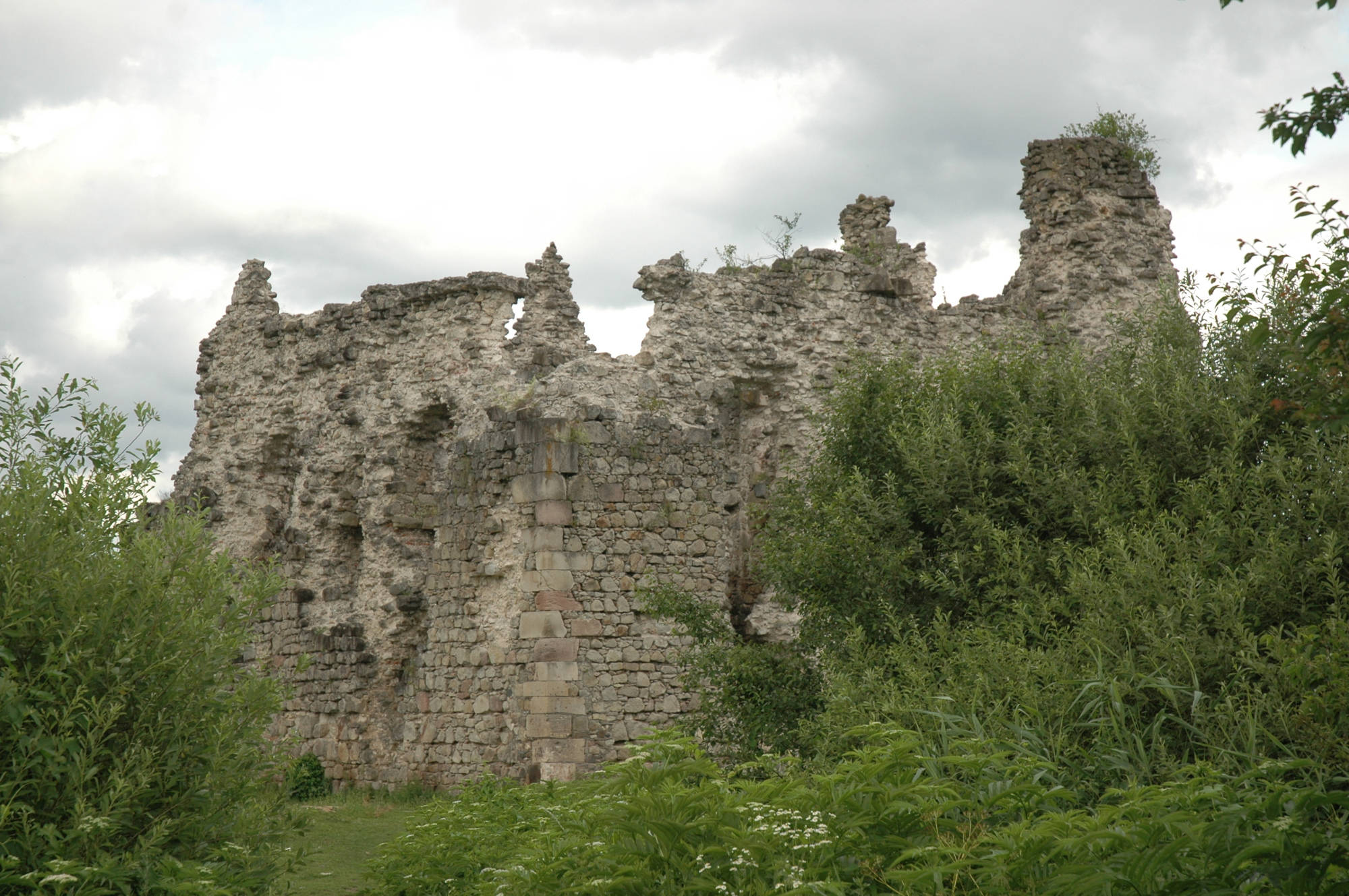
A szerednyei vár